# George Cawkwell
George Law Cawkwell (25 d'octubre de 1919 - 18 de febrer de 2019) va ser un historiador clàssic especialitzat en la història antiga de Grècia al segle iv aC.

## Biografia
Nascut a Auckland, Nova Zelanda, Cawkwell va ser educat al King's College. Va assistir a la Universitat d'Auckland des de 1938, obtenint Bachelor of Arts. Es va unir a l'exèrcit el 1942 durant la Segona Guerra Mundial i va lluitar amb la infanteria de Fiji a les illes Salomó el 1944.
Cawkwell era un erudit de Rhodes a la Universitat d'Oxford, era estudiant a la Christ Church. Va jugar a la selecció nacional de rugbi d'Escòcia, aconseguint la seva gorra el 1947. Durant la major part de la seva vida, Cawkwell va ser Fellow i Praelector en història antiga de la University College. Va ser becari del 1949 al 1987 i després es va convertir en becari emèrit. Va ser autor de diversos llibres sobre història antiga. Entre els seus estudiants hi havia els erudits clàssics Ernst Badian i Raphael Sealey. Va guanyar el premi Runciman el 1998 pel seu llibre sobre Tucídides i la guerra del Peloponès.

## Obres
Les obres més importants de Cawkwell:
- Philip of Macedon. Faber and Faber, 1978. ISBN 0571109586.
- Thucydides and the Peloponnesian War. Routledge, 1997. ISBN 0415165520.
- The Greek Wars: The Failure of Persia. Oxford University Press, 2005. ISBN 0-19-814871-2.[11]